# Lispocephala nigrigeneris
Lispocephala nigrigeneris är en tvåvingeart som beskrevs av Xue och Zhang 2006. Lispocephala nigrigeneris ingår i släktet Lispocephala och familjen husflugor. Inga underarter finns listade i Catalogue of Life.